# Shin Godzilla
Shin Godzilla (シン・ゴジラ?, Shin Gojira, lett. "Nuovo", "Vero" o "Dio Godzilla"), anche noto con il titolo internazionale Godzilla Resurgence, è un film del 2016 scritto da Hideaki Anno, che ne ha curato anche la regia assieme a Shinji Higuchi, a sua volta realizzatore degli effetti speciali del film. Il film è la trentunesima pellicola della saga di Godzilla e la ventinovesima prodotta dalla Toho Company, dodici anni dopo Godzilla: Final Wars. Il film è uscito in Giappone il 29 luglio 2016. A differenza delle precedenti produzioni della Toho, non è un seguito del film originale del 1954, bensì un reboot della serie, in cui vengono reinventate le origini di Godzilla nel Giappone moderno; il progetto è nato dal successo del film statunitense del 2014, primo capitolo del franchise MonsterVerse.
Shin Godzilla ha avuto la sua anteprima all'Hotel Gracery di Shinjuku, Tokyo, il 25 luglio 2016, ed è uscito a livello nazionale il 29 luglio 2016, in IMAX, 4DX e MX4D. Ha ricevuto recensioni positive dalla critica giapponese, ma contrastanti da parte di quella occidentale. È diventato il film giapponese d'azione live-action di maggior incasso del 2016 ed è diventato il film di Godzilla con il maggiore incasso giapponese del franchise. Ha ricevuto 11 candidature ai Japan Academy Prize e vinto sette premi, tra cui quello al miglior film e quello al miglior regista.

## Trama
Mentre la guardia costiera giapponese indaga su uno yacht abbandonato nella baia di Tokyo, qualcosa nell'acqua attacca la loro nave. Poco dopo, l'Aqua-Line Baia di Tokyo viene misteriosamente inondata di sangue e crolla. Dopo aver visto un video virale che mostra una gigantesca creatura in movimento in quella zona, il vicecapo segretario del presidente del Giappone Rando Yaguchi si convince che l'incidente sia stato causato da un essere vivente. Inizialmente la sua teoria è ignorata, ma essa viene in seguito confermata quando i notiziari mostrano un'immensa coda che fuoriesce dall'oceano. Poco dopo, un'enorme creatura che striscia raggiunge la terraferma. In mezzo a un'evacuazione inadeguata il mostro, che possiede ancora branchie e arti superiori inesistenti, distrugge ogni cosa sulla sua strada, provocando ingenti vittime, e mostra la sua abilità ad adattarsi a ciò che lo circonda ergendosi su due zampe e vomitando sangue acido prima di tornare in mare.
I più alti ufficiali del governo si concentrano sulla strategia militare e sulla sicurezza dei civili, mentre Yaguchi è messo a capo di una task force per effettuare ricerche sulla creatura. A causa del rilevamento di alti livelli di radiazione, viene teorizzato che l'essere tragga energia dalla fissione nucleare. Gli Stati Uniti mandano un'inviata speciale, Kayoko Ann Patterson, la quale rivela che un professore di zoologia caduto in disgrazia, Goro Maki, aveva studiato mutazioni causate da contaminazione radioattiva e aveva teorizzato l'apparizione della creatura. I suoi studi, tuttavia, furono insabbiati dagli Stati Uniti. Lo yacht abbandonato nella baia apparteneva a Maki, che prima di suicidarsi aveva lasciato i suoi studi lì affinché venissero trovati.
Il mostro, ora chiamato "Godzilla" in onore della ricerca di Maki, riappare due volte più grande e approda presso Kamakura, diretto a Tokyo. Le forze di autodifesa giapponesi vengono mobilitate, ma i loro attacchi sono inefficaci su Godzilla ed essi subiscono numerose perdite. Gli Stati Uniti offrono il loro intervento in cambio di un accesso totale per lo studio della creatura e il governo giapponese accetta con riluttanza. Dei bombardieri inviati dagli Stati Uniti attaccano Godzilla con bombe penetranti, ma il mostro è ferito a malapena e reagisce con raggi atomici altamente distruttivi lanciati dalla bocca e dal dorso. La battaglia distrugge gran parte di Tokyo, assieme ai bombardieri americani e agli elicotteri che trasportavano la maggior parte degli ufficiali del governo giapponese. Dopo aver esaurito la propria energia, Godzilla entra in uno stato quiescente e diventa immobile.
Yaguchi e il suo team scoprono che il sangue e le placche di Godzilla servono come sistema di raffreddamento e teorizzano che, tramite l'uso di un agente coagulante, è possibile costringerlo a eseguire lo SCRAM del suo reattore interno per evitare il surriscaldamento incontrollato e di conseguenza congelarlo; iniziano così a lavorare su un piano. Scoprono, inoltre, dopo aver analizzato dei campioni di tessuto, che Godzilla è capace di sopravvivere finché sono disponibili aria e acqua, nonché di riprodursi asessualmente. Le Nazioni Unite, sotto la guida del governo statunitense, non appena vengono a saperlo informano il Giappone che l'uso di armi termonucleari contro Godzilla è inevitabile. Non intenzionata a vedere un'altra detonazione di armi nucleari in Giappone, e nonostante il rischio di veder rovinata la propria carriera, Patterson decide di utilizzare i propri contatti politici per dare al team di Yaguchi il tempo di completare il piano.
Di fronte alle pressioni internazionali e alla mancanza di fiducia da parte del governo ad interim, la squadra riesce a ottenere abbastanza coagulante e avvia il piano. Godzilla è spinto a usare il suo alito atomico e a perdere l'equilibrio per portare la sua testa vicina al terreno, con il coagulante che gli viene somministrato attraverso la bocca. Nonostante le molte vittime tra le forze partecipanti, il piano della squadra ha successo e Godzilla viene congelato.  La comunità internazionale decide di annullare l'attacco nucleare, ma il nuovo governo giapponese è costretto ad accettare la condizione che, nel caso in cui Godzilla debba nuovamente risvegliarsi, gli verrà lanciata contro una testata termonucleare.
Il film si chiude con l'inquadratura della coda congelata di Godzilla, rivelando che numerose creature umanoidi mostruose stavano per separarsi da essa.

## Personaggi
- Hiroki Hasegawa interpreta Rando Yaguchi, vicecapo segretario del gabinetto giapponese.
- Yutaka Takenouchi interpreta Hideki Akasaka, aiutante del primo ministro.
- Satomi Ishihara nei panni di Kayoko Ann Patterson, inviata speciale per il presidente degli Stati Uniti.

Il film presenta numerosi camei e apparizioni di supporto, tra cui Kengo Kōra, Ren Ōsugi, Akira Emoto, Kimiko Yo, Jun Kunimura, Mikako Ichikawa, Pierre Taki, Takumi Saitō, Keisuke Koide, Arata Furuta, Sei Hiraizumi, Kenichi Yajima, Tetsu Watanabe, Ken Mitsuishi, Kyūsaku Shimada, Kanji Tsuda, Issei Takahashi, Shin'ya Tsukamoto, Kazuo Hara, Isshin Inudo, Akira Ogata, Shingo Tsurumi, Suzuki Matsuo, Kreva, Katsuhiko Yokomitsu e Atsuko Maeda; Akira Emoto e Jun Kunimura erano già apparsi nella serie rispettivamente in Godzilla vs SpaceGodzilla e Godzilla: Final Wars. Nomura Mansai interpreta Godzilla attraverso il motion capture.

## Produzione
Nel dicembre 2014, Toho annunciò i piani per un nuovo film di Godzilla destinato per il 2016, affermando: "I tempi sono maturi dopo il successo della versione americana di quest'anno: se non ora, quando? Il contratto di licenza che abbiamo con Legendary non ci impone restrizioni sulla realizzazione di versioni domestiche". Il nuovo film non avrà legami con il MonsterVerse di Legendary e servirà invece da reboot per la serie Toho. Minami Ichikawa funge da direttore di produzione del film e Taiji Ueda come capo del progetto. Ueda confermò che la sceneggiatura era in fase di sviluppo e le riprese erano state pianificate per l'estate 2015. Toho mise inoltre insieme un gruppo, noto come "Godzilla Conference" o "Godzi-con", per formulare progetti futuri.
Nel marzo 2015, Toho annunciò che il film sarebbe stato co-diretto da Hideaki Anno e Shinji Higuchi (entrambi veterani dell'anime Neon Genesis Evangelion), oltre a scrivere la sceneggiatura e gli effetti speciali del film diretti da Higuchi stesso. Inoltre, Toho annunciò che le riprese sarebbero iniziate nell'autunno del 2015 e che il film sarebbe stato pronto all'uscita per l'estate 2016. Sono state inoltre pubblicate opere d'arte promozionali della nuova impronta di Godzilla, con Toho che conferma che il loro nuovo Godzilla supererà il Godzilla della Legendary Pictures come l'incarnazione più alta mai realizzata fino ad oggi.
Toho aveva avvicinato Anno nel gennaio 2013 per dirigere il reboot, ma Anno inizialmente rifiutò a causa della caduta in depressione dopo aver completato Evangelion: 3.0 You Can (Not) Redo, affermando, "Un rappresentante di Toho mi ha contattato direttamente, dicendo: «Ci piacerebbe per dirigere un nuovo film Godzilla.» All'epoca mi stavo ancora riprendendo da EVA 3.0 e, proprio sul momento, ho rifiutato categoricamente l'offerta: «È impossibile, anche iniziare a lavorare sul prossimo EVA è impossibile.»" Tuttavia, la sincerità di Toho e il suo amico e co-regista Shinji Higuchi alla fine lo convinsero ad accettare l'offerta nel marzo 2013. Anno aveva anche rifiutato l'offerta a causa di una mancanza di fiducia, affermando: "Ho rifiutato [l'offerta] poiché non avevo fiducia che potessi superare il primo film o avvicinarmi ad eguagliarlo, ma pensavo che se fossi stato io per avvicinarmi anche un po', dovrei fare la stessa cosa [del primo film]."
Mahiro Maeda ha ideato il nuovo design per Godzilla mentre Takayuki Takeya ha realizzato la maquette. Il regista Higuchi ha dichiarato che intendeva fornire "il più terrificante Godzilla che la creazione di film d'avanguardia in Giappone per gli effetti speciali possano fare". Inizialmente sono state considerate una varietà di tecniche come pupazzi, animatronica ed effetti digitali, fu progettato un animatrone della parte superiore del corpo ma alla fine la Toho decise di creare un Godzilla completamente in CG. Il supervisore VFX Atsuki Sato dichiarò: "La produzione CG era già stata determinata quando ho iniziato a partecipare. Alla fine, era l'opzione migliore per consentire modifiche rapide in seguito alla modifica delle visioni creative e alla produzione di un film di alta qualità." Per gli animatori CG è stata creata una maquette incolore da utilizzare come riferimento e come modello CG per Godzilla. Mansai Nomura fornì i movimenti di Godzilla attraverso il motion capture. La fotografia principale iniziò il 1º settembre 2015, con un grande film girato in loco presso la stazione Kamata di Tokyo con il titolo provvisorio "Shin Gojira".
Il 23 settembre 2015, Toho ha rivelato il titolo ufficiale del film come Shin Gojira e che il film sarà interpretato da Hiroki Hasegawa, Yutaka Takenouchi e Satomi Ishihara. Il produttore Akihiro Yamauchi ha dichiarato che il titolo Shin Gojira è stato scelto per il film a causa della varietà di significati che trasmette, come "nuovo" (新), "vero" (真) o "Dio" (神). Yamauchi ha anche confermato che il film è stato pianificato da un po' di tempo, affermando: "È stato un lavoro molto lungo, non è stato prodotto solo a causa del Godzilla di Hollywood". Le riprese principali si sono concluse alla fine di ottobre 2015, con gli effetti speciali programmati per novembre 2015. Nel novembre 2015, senza alcun preavviso, Toho presentò un promo all'American Film Market per una potenziale vendita per i mercati esteri, commercializzando inizialmente il film con il titolo internazionale Godzilla Resurgence.

## Colonna sonora
Shirō Sagisu incise le musiche del film. Sono presenti anche vari remix di "Decisive Battle" da Neon Genesis Evangelion dello stesso Sagisu. Il film comprende anche diverse tracce tratte dai precedenti film di Godzilla composti da Akira Ifukube. Anno aveva deciso di usare la musica di Ifukube mentre scriveva la sceneggiatura e tentò di adattare le sue vecchie tracce a impostazioni stereo moderne, ma il compito si rivelò troppo scoraggiante e alla fine si è deciso di utilizzare invece i mix mono. La colonna sonora è stata lanciata sul mercato il 30 luglio 2016 e ha venduto 8 427 copie in due settimane.

## Distribuzione
In Giappone il film è uscito nelle sale il 29 luglio 2016, mentre negli Stati Uniti viene distribuito in uscita limitata tra l'11 e il 18 ottobre. Ad aprile 2017, Dynit ha annunciato l'uscita del film in Italia per il 3, 4 e 5 luglio dello stesso anno.

## Accoglienza

### Critica

#### Temi
Mentre il Godzilla originale era stato concepito come metafora dei bombardamenti atomici di Hiroshima e Nagasaki, il nuovo Godzilla trae ispirazione dal disastro di Fukushima Dai-ichi e dal terremoto di Sendai e del Tōhoku del 2011. Molti critici hanno notato somiglianze con quegli eventi: Mark Schilling del Japan Times ha scritto che Godzilla serve "come uno tsunami ambulante, un terremoto e un reattore nucleare, lasciando sulla sua scia contaminazione radioattiva". Roland Kelts, autore di Japanamerica, ha ritenuto che "la mobilitazione di funzionari civili e pile di assi e detriti rotti riecheggiano nettamente le conseguenze del grande terremoto di Tohoku, dello tsunami e del disastro nucleare." Matt Alt del New Yorker ha tracciato parallelismi simili con "la vista dei portavoce del governo blu-saltuari che convocavano le conferenze stampa di emergenza ... [e] un uomo stordito che parlava tranquillamente di montagne di detriti, qualcosa che avrebbe potuto essere sollevato direttamente dalle riprese televisive delle regioni a nord più colpite e anche la vista della massiccia coda del mostro radioattivo che sfreccia sulle strade residenziali rievoca i ricordi delle ricadute che si sono diffuse tra le città e le città nel corso del meltdown di Fukushima Daiichi."
Robert Rath di Zam ha sostenuto che Shin Godzilla è una satira della politica giapponese e ha paragonato il protagonista Rando Yaguchi al direttore di fabbrica di Fukushima, Masao Yoshida. William Tsutsui, autore di Godzilla on My Mind, scrisse nell'Arkansas Democratic-Gazette che "Shin Godzilla non lascia dubbi sul fatto che la più grande minaccia per il Giappone viene non dall'esterno ma dall'interno, da una burocrazia governativa geriatrica e fossile incapace di agire in modo decisivo. Nella sua recensione per Forbes, Ollie Barder ha scritto che il film descrive i "complessi e corpulenti modi burocratici del governo giapponese ... incapaci di affrontare una crisi in qualsiasi tipo di efficienza o in modo fluido", osservando che i membri del governo usano il sistema gerarchico per proteggere le loro posizioni a spese della vita dei cittadini. Secondo Schilling, i funzionari governativi, gli ufficiali delle forze di autodifesa e altri che lavorano per sconfiggere Godzilla sono descritti come laboriosi e intelligenti, nonostante "qualche maldestro iniziale".
Il primo ministro giapponese Shinzō Abe ha parlato positivamente dei temi filo-nazionalisti del film, affermando: "Penso che la popolarità [di Godzilla] sia radicata nell'incondizionato sostegno che il pubblico ha per le forze di autodifesa".

## Sequel
Nel luglio 2017, il co-regista Shinji Higuchi partecipò al G-Fest XXIV e rispose alle domande su eventuali sequel affermando: "Un sacco di persone hanno domande. Quando uscirà il prossimo film di Godzilla giapponese? Non possono farcela fino al 2020". Higuchi affermò che ciò era dovuto al contratto della Toho con Legendary Entertainment, che vietava a Toho di far uscire i loro film live-action su Godzilla lo stesso anno di quelli di Legendary (oltre al film del 2014, tre sequel sono stati pubblicati nel 2019, nel 2021 e nel 2024): Higuchi ha fatto notare che il contratto con Legendary scadeva nel 2020. Il regista Hideaki Anno ha affermato di voler scrivere un sequel dal titolo Gojira no Gyakushū (ゴジラの逆襲? , lett. "Il contrattacco di Godzilla") e di volerlo far dirigere a Higuchi. Nel maggio 2018, la Toho ha annunciato che non ci sarà un sequel diretto di Shin Godzilla, ma invece tenterà di seguire un modello di universo condiviso simile al Marvel Cinematic Universe. Inoltre Shin Godzilla fa parte di una trilogia tematica che comprende Shin Ultraman (2022) e Shin Kamen Rider (2023).
Nonostante non abbia prodotto un sequel diretto di Shin Godzilla, Toho rivelò di avere dei piani per produrre una trilogia di film anime composta da Godzilla: Il pianeta dei mostri, uscito nel novembre 2017, Godzilla: Minaccia sulla città diffuso nel maggio 2018, e Godzilla: Mangiapianeti, distribuito nel novembre 2018.
Nel luglio 2023 viene annunciato Godzilla Minus One, un nuovo film live-action giapponese uscito il 3 novembre, lo stesso giorno del film originale del 1954, il quale ha tuttavia una storia completamente slegata dalle precedenti. Il film celebra, con un anno di anticipo, il settantesimo anniversario della serie.